# Camponotus brachycephalus
Camponotus brachycephalus é uma espécie de inseto do gênero Camponotus, pertencente à família Formicidae.